# Federación Mundial de las Sociedades de la Rosa
La Federación Mundial de las Sociedades de la Rosa (World Federation of Rose Societies) es una organización internacional privada, que incluye las sociedades nacionales de la rosa y cuyos objetivos es el desarrollar el conocimiento sobre la rosa mediante la organización de conferencias internacionales y jugando el papel de un centro de información global. 

## Historia
Fue fundada en el Londres (Reino Unido) en 1968. Los miembros fundadores fueron las sociedades nacionales de la rosa de ocho países: Sudáfrica, Australia, Bélgica, Estados Unidos, Israel, Nueva Zelanda, Rumania, Reino Unido.
Actualmente 37 países están afiliados, entre ellos Argentina, Chile, España, Uruguay, Francia y Canadá. Publica una revista bianual en inglés World Rose News.
La asociación premia regularmente distinciones a las nuevas variedades de rosas, incluida la de rosa favorita del mundo.

## Sociedades nacionales afiliadas
- Federation of Rose Societies of South Africa
- Alemania : Gesellschaft Deutscher Rosenfreunde
- Argentina : Asociación Argentina de Rosicultura
- Australia : National Rose Society of Australia
- Austria : Osterreichische Rosenfreunde Garten-Gesellschaft
- Bangladés : National Rose Society of Bangladesh
- Bélgica : Société royale nationale 'Les Amis de la rose'
- Bermuda : Bermuda Rose Society
- Canadá : Société canadienne des roses
- Chile : Asociación Chilena de la Rosa
- China : China Rose Society
- Dinamarca : Det Danske Rosenselskab
- Finlandia : Suomen Ruususeura
- España : Asociación Española de la Rosa
- Estados Unidos : American Rose Society
- Francia : Société française des roses
- Grecia : The Hellenic Rose Society
- India : Indian Rose Federation
- Irlanda del Norte: Rose Society of Northern Ireland
- Israel : The Jerusalem Foundation
- Italia : Associazione Italiana della Rosa
- Japón : Japan Rose Society
- Luxemburgo : Letzeburger Rousefrënn
- Nueva Zelanda : New Zealand Rose Society Inc.
- Noruega : Norsk Roseforening
- Pakistán : Pakistan National Rose Society
- Países Bajos : De Nederlandse Rozenvereniging
- Polonia : Polski Towarzystwo Milosników Róaz
- República Checa : Czech Rosa Club
- Rumanía : Asociatia Amicii Rozelor din Romania
- Reino Unido : Royal National Rose Society
- Rusia : Russian Association of Rosarians
- Eslovaquia : Rosa Klub Zvolen - Slovakia
- Eslovenia : Drustvo Ljubiteljev Vrtnic Slovenije
- Suecia : Svenska Rosensällskapet
- Suiza : Société suisse des roses
- Uruguay : Asociación Uruguaya de la Rosa
- Zimbabue : Rose Society of Zimbabwe

## Congresos
El congreso de 2015 está programado en Lyon (Francia).
- 2012 : Sandton (Sudáfrica)
- 2009 : Vancouver (Canadá)
- 2006 : Osaka (Japón)
- 2003 : Glasgow (Escocia)
- 2000 : Houston (Estados Unidos)
- 1997 : Benelux
- 1994 : Christchurch (Nueva Zelanda)
- 1991 : Belfast (Irlanda del Norte)
- 1988 : Sídney (Australia)
- 1985 : Toronto (Canadá)
- 1983 : Baden-Baden (Alemania)
- 1981 : Jerusalén (Israel
- 1979 : Pretoria (Sudáfrica)
- 1976 : Oxford (Inglaterra)
- 1974 : Chicago (Estados Unidos)
- 1971 : Hamilton (Nueva Zelandia)
- 1968 : Londres (Inglaterra)